# Fernand Sorlot
Fernand Sorlot, né le 2 mars 1904 à Bédoin (Vaucluse) et mort au Vaumain (Oise) le 10 août 1981, est un éditeur français, célèbre pour avoir publié la version française de Mein Kampf en 1934.

## Biographie
Fondateur des Nouvelles Éditions latines en 1928, Fernand Sorlot a été l'éditeur d'une traduction française non autorisée de Mein Kampf en 1934 à la demande de Charles Maurras qui souhaitait une traduction fidèle de cet ouvrage afin de comprendre son idéologie. En effet, Hitler ne voulait diffuser que des traductions expurgées de ses intentions belliqueuses. L'ouvrage est publié avec cette injonction du maréchal Lyautey : « Tout Français doit lire ce livre,. »
L'affaire lui valut un procès intenté par l'éditeur d'Adolf Hitler, Franz-Eher-Verlag en 1934, qu'il perdit le 18 juin de la même année, à l’issue duquel la justice accorda au plaignant un franc symbolique de dommages-intérêts, 1 000 francs par livre vendu, avec l'obligation de détruire son stock. Le préjudice moral de l'auteur, absent du procès, fut rejeté.
Le livre figura dans la liste Otto. Selon le fils de Sorlot, il en imprima 15 à 20 000 exemplaires dans une imprimerie clandestine et en offrit 2 000 à la Résistance.
Pendant l'occupation allemande, de même que Robert Denoël, sa maison d'édition s'ouvre au capital allemand. Il s'associe pour 800 000 francs au docteur List, de Leipzig, en vue de l'édition en commun de trois collections inédites : « Les écrivains du siècle », « Les chefs-d'œuvre » et « La vie européenne » et des huit études allemandes de la série « Regards sur l'histoire ».
En 1948, il est condamné à vingt années d'indignité nationale et à la confiscation de ses biens pour ses activités d'éditeur pendant l'occupation allemande.
Son fils François-Xavier épouse en 1969, Dominique Salan, fille du général putschiste Raoul Salan.